# 九头马民居
九头马民居，位于中华人民共和国福建省福州市长乐区鹤上镇岐阳村，是一座清代民居群。该民居东西和南北均长120米，公分为五列房屋，四周围以6米高的围墙。2013年，九头马民居入列全国重点文物保护单位。

## 历史
九头马民居是由陈利焕父子在清朝中后期修建的民居建筑群，其名称来源于建筑群当中散落的9块巨石。该建筑群位于当年的驿道旁边，当中的第一座房屋建于嘉庆年间，大部分建于道光年间，最后一座竣工于1872年前后。1993年时，福州市文物考古队和长乐文化部门共同对九头马民居进行考察和测绘，耗时25天完成:113。2005年，九头马民居經福建省列为該省文物保护单位。2006年，九头马民居的四扇有精美木雕的木门遭竊。2007年，媒体将九头马民居申报全国重点文物保护单位的消息公布于众。2013年，九头马民居列为全国重点文物保护单位。

## 结构
九头马民居坐北朝南，平面呈方形，东西和南北长度均为120米。主体建筑共有22座，排为5列房子，每列房子正中均开有大门、屏门和厅门，最大的厅宽10米。每逢红白喜事，所有的大门都会全部打开，人称“五落透后”。各个进间均有天井，天井四周的屋顶均向天井倾斜。每两列房子之间均隔有防火墙和夹弄。四周围有6米左右的高墙，共有十多座门洞，南侧外墙顶部开有13扇灯窗。建筑的前方建有广场，内部建有井、池和水沟。建筑主体建筑材料为木质，其中包括杉木、柯木、楠木等，最长的楠木梁已达10米，门、窗等木质建筑架构随处可见浮雕。柱础为石质建筑，其上多有石刻。主要建筑内还建有亭、楼、阁等。:111-113